# Borșa (okręg Bihor)
Borșa – wieś w Rumunii, w okręgu Bihor, w gminie Săcădat. W 2011 roku liczyła 192 mieszkańców.